# Franklin Edwards
Franklin Delano Edwards, né le 2 février 1959 à New York, est un ancien joueur américain de basket-ball. Il évolue durant sa carrière au poste de meneur.

## Palmarès
- Champion NBA 1983